# Mikojan-Gurewitsch MiG-3
Die Mikojan-Gurewitsch MiG-3 (russisch Микоян-Гуревич МиГ-3) war ein in der Sowjetunion entwickeltes Kolbenmotor-Jagdflugzeug des Zweiten Weltkriegs. Es erschien als Nachfolger der MiG-1 und sollte deren Probleme mit der Steuerung und der Flugstabilität überwinden.

## Entwicklung und Einsatz
Die MiG-1 war ein nur von erfahrenen Piloten zu beherrschendes Flugzeug. Sie besaß ungünstige Starteigenschaften und eine zu hohe Landegeschwindigkeit. Die Stabilität um die Querachse war unbefriedigend, so dass der Pilot ständig gegensteuern musste, was einen unnötigen Kraftaufwand bedeutete. In geringen Höhen geriet die Maschine leicht ins Trudeln. Um diese Mängel zu beseitigen, nahmen die Konstrukteure Artjom Mikojan und Michail Gurewitsch einige Veränderungen am Modell vor. Um die Stabilität zu verbessern, wurde das Triebwerk und somit der Schwerpunkt um 9,5 Zentimeter nach vorn verlagert. Die Tragflächen erhielten automatische Vorflügel und die V-Stellung wurde um 1° erhöht. Unter der Kabine befand sich nun ein zusätzlicher 250-Liter-Tank. Die Entwurfsarbeiten und der Erstflug des Prototyps fanden im Sommer 1940 statt.
Schon ab Herbst desselben Jahres lief die Serienproduktion unter der Bezeichnung MiG-3 an. Bis Jahresende waren bereits 200 MiG-3 in Chodinka (Werk Nr. 1) hergestellt worden. Einige Serienmaschinen erhielten zur Erhöhung der Feuerkraft zwei zusätzliche 12,7-mm-MGs UBS in den Tragflächen und/oder Startschienen für sechs RS-82-Raketen („Katjuscha“).
Nach dem Kriegsbeginn wurde das Werk Nr. 1 und somit die Produktion ab Oktober 1941 nach Kuibyschew verlagert. Während der ersten Luftkämpfe zeigte sich, dass die MiG-3 durch ihre relativ schwache Bewaffnung der deutschen Bf 109 E in der Feuerkraft unterlegen war. In Höhen über 5.000 Metern war sie zwar schneller und wendiger als die Messerschmitt, da die meisten Luftkämpfe jedoch unterhalb dieser Grenze stattfanden, konnte sie diesen Vorteil nicht ausspielen. Nachdem sich im Einsatz herausgestellt hatte, dass die Schiebehaube bei hohen Geschwindigkeiten oft klemmte, flogen viele Piloten ohne Kabinendach. Trotz aller Bemühungen um eine bessere Steuerbarkeit blieb die MiG-3 ein für Anfänger schwer zu fliegendes Flugzeug. Sie wurde deshalb recht schnell aus den Frontverbänden zurückgezogen und 1941/42 in die Moskauer Luftverteidigung integriert, wo sie sich gegen die hoch anfliegenden Aufklärer- und Bomberverbände besser bewährte als in niedrigen und mittleren Höhenlagen. Der dreifache Held der Sowjetunion Alexander Pokryschkin errang den ersten seiner 59 bestätigten Abschüsse, eine Bf 109 E, in einer MiG-3.
Anfang Januar 1942 lief die Produktion nach 3322 gebauten Exemplaren aus. Hauptursache dafür war die Einstellung der Fertigung des in der MiG verwendeten AM-35A-Motors zugunsten des im Schlachtflugzeug Il-2 genutzten AM-38. Mikojan-Gurewitsch versuchte deshalb in den folgenden Jahren, durch den Einbau anderer Triebwerke ein Nachfolgemuster für die MiG-3 zu schaffen. Keines dieser Projekte erreichte jedoch die Serienreife.

## Versionen

Dreiseitenriss der MiG-3

- MiG-3: aus der MiG-1 entwickelte Haupt-Serienausführung, die Ausführung von 1940 unterschied sich geringfügig von der 1941er Variante
- MiG-3-AM-37: 1941 mit Mikulin AM-37-Motor erprobter Höhenjäger, nicht in Serie gebaut, auch als MiG-5 bezeichnet (vorgesehener offizieller Name)
- MiG-3-M-82 (I-210): Frontjäger von 1941 mit Sternmotor M-82, Erstflug am 2. Januar 1942 durch I. G. Lasarew, 1942 umbenannt in MiG-9-M-82, fünf Prototypen getestet und anschließend an die Kalininer Front abgegeben, aufgrund schlechter Flugleistungen und starker Vibrationen erfolgte keine Serienfertigung[3]
- I-211: Nachfolger der I-210; in Kleinstserie gebaut
- MiG-3D (I-230): Prototyp eines Höhenjägers
- MiG-3DD (I-231): ebenfalls der Prototyp einer Höhenjägerversion
- MiG-3U: verbesserte Serienausführung von 1943 in Ganzmetallbauweise, Kanonenbewaffnung und veränderter Kabine sowie Kraftstoffanlage, ebenfalls nicht in Serie gebaut

## Militärische Nutzer
- Sowjetunion: Luftstreitkräfte und Luftverteidigung

## Technische Daten
| Kenngröße             | 1. Serie 1940 | 2. Serie 1941 | I-210 (MiG-9M-82)                                                               |
| --------------------- | --- | --- | ------------------------------------------------------------------------------- |
| Besatzung             | 1 Pilot | 1 Pilot | 1 Pilot                                                                         |
| Länge                 | 8,26 m | 8,26 m | 8,07 m                                                                          |
| Spannweite            | 10,20 m | 10,20 m | 10,20 m                                                                         |
| Höhe                  | 3,50 m | 3,50 m | k. A.                                                                           |
| Flügelfläche          | 17,44 m² | 17,44 m² | 17,44 m²                                                                        |
| Flügelstreckung       | 5,97 | 5,97 | 5,97                                                                            |
| V-Stellung Tragfläche | 7° | 7° | k. A.                                                                           |
| Flächenbelastung      | 213,19 kg/m² | 192,09 kg/m² | 193 kg/m²                                                                       |
| Leermasse             | 2.700 kg | 2.595 kg | k. A.                                                                           |
| Startmasse            | 3.718 kg | 3.350 kg | 3.382 kg                                                                        |
| Antrieb               | ein wassergekühlter 12-Zylinder-V-Motor M-35A Startleistung 990 kW (1.346 PS), Dauerleistung 880 kW (1.200 PS) | ein wassergekühlter 12-Zylinder-V-Motor M-35A Startleistung 990 kW (1.346 PS), Dauerleistung 880 kW (1.200 PS) | ein luftgekühlter 14-Zylinder-Sternmotor M-82 Startleistung 1.250 kW (1.700 PS) |
| Höchstgeschwindigkeit | 495 km/h in Bodennähe 640 km/h in 7.800 m Höhe | 505 km/h in Bodennähe 640 km/h in 7.000 m Höhe | 475 km/h in Bodennähe 565 km/h in 6.000 m Höhe                                  |
| Landegeschwindigkeit  | 150 km/h | 144 km/h | k. A.                                                                           |
| Steigzeit auf 5.000 m | 5,3 min | 5,7 min | 6,7 min                                                                         |
| Dienstgipfelhöhe      | 12.000 m | 12.000 m | 8.700 m                                                                         |
| Reichweite            | 1.250 km | 1.195 km | k. A.                                                                           |
| Bewaffnung            | ein 12,7-mm-MG UBS und zwei 7,62-mm-MG SchKAS über dem Motor optional zwei 12,7-mm-MG UBS in den Tragflächen optional sechs 82-mm-Raketen RS-82 an je einer Dreierschiene unter jeder Tragfläche optional zwei 100-kg- oder vier 25-kg-Bomben unter den Tragflächen | ein 12,7-mm-MG UBS und zwei 7,62-mm-MG SchKAS über dem Motor optional zwei 12,7-mm-MG UBS in den Tragflächen optional sechs 82-mm-Raketen RS-82 an je einer Dreierschiene unter jeder Tragfläche optional zwei 100-kg- oder vier 25-kg-Bomben unter den Tragflächen | drei 12,7-mm-MG UBS                                                             |